# سيرز القابضة
سيرز القابضة (يشار إليها الآن باسم " أولد سيرز ") هي شركة قابضة أمريكية مقرها في هوفمان إيستاتس، إلينوي. كانت الشركة الأم لسلسلة متاجر كمارت وسيرز، وقد تأسست بعد أن اشترت كمارت سيرز في عام 2005. كانت الشركة العشرين الأكبر في تجارة التجزئة في الولايات المتحدة في عام 2015. تقدمت بطلب لإفلاس الفصل 11 في عام 2018 وباعت أصولها إلى أي اس ال للاستثمارات في عام 2019. نقل المالك الجديد أصول Sears إلى شركة ترانسفورم القابضة التابعة لها والتي تم تشكيلها حديثًا وبعد ذلك تم إغلاق شركة سيرز القابضة.

## الشركات التابعة السابقة
- - كمارت – سلسلة من متاجر الخصم التي عادة ما تكون قائمة بذاتها أو تقع في مراكز التسوق. أنها تحمل معظم الأسهم متجر القياسية فضلا عن مجموعة محدودة من المواد البقالة.
  - بيج كمارت – سلسلة فرعية من كمارت تستخدم طراز هايبر ماركت، تحمل مخزونًا موسعًا. تتراوح متاجر بيج كمارت بين 84,000 إلى 120,000 قدم مربع (7,800 إلى 11,100 م2) . منذ الاندماج مع Sears ، تم إعادة تسمية العديد من المتاجر ببساطة إلى كمارت.
  - كيه فريش – تنسيق جديد تم تنفيذه في العديد من مواقع سوبر كمارت، مما مدد قسم البقالة إلى نموذج متجر داخل متجر.
  - مايجوفر – مفهوم البيع بالتجزئة الهجين عبر الإنترنت الذي تم إطلاقه في ربيع عام 2009، حيث يتم طلب المنتجات في وقت مبكر ثم يتم شحنها إما إلى العميل أو يتم احتجازها في كمارت محليًا ليحققها العميل.

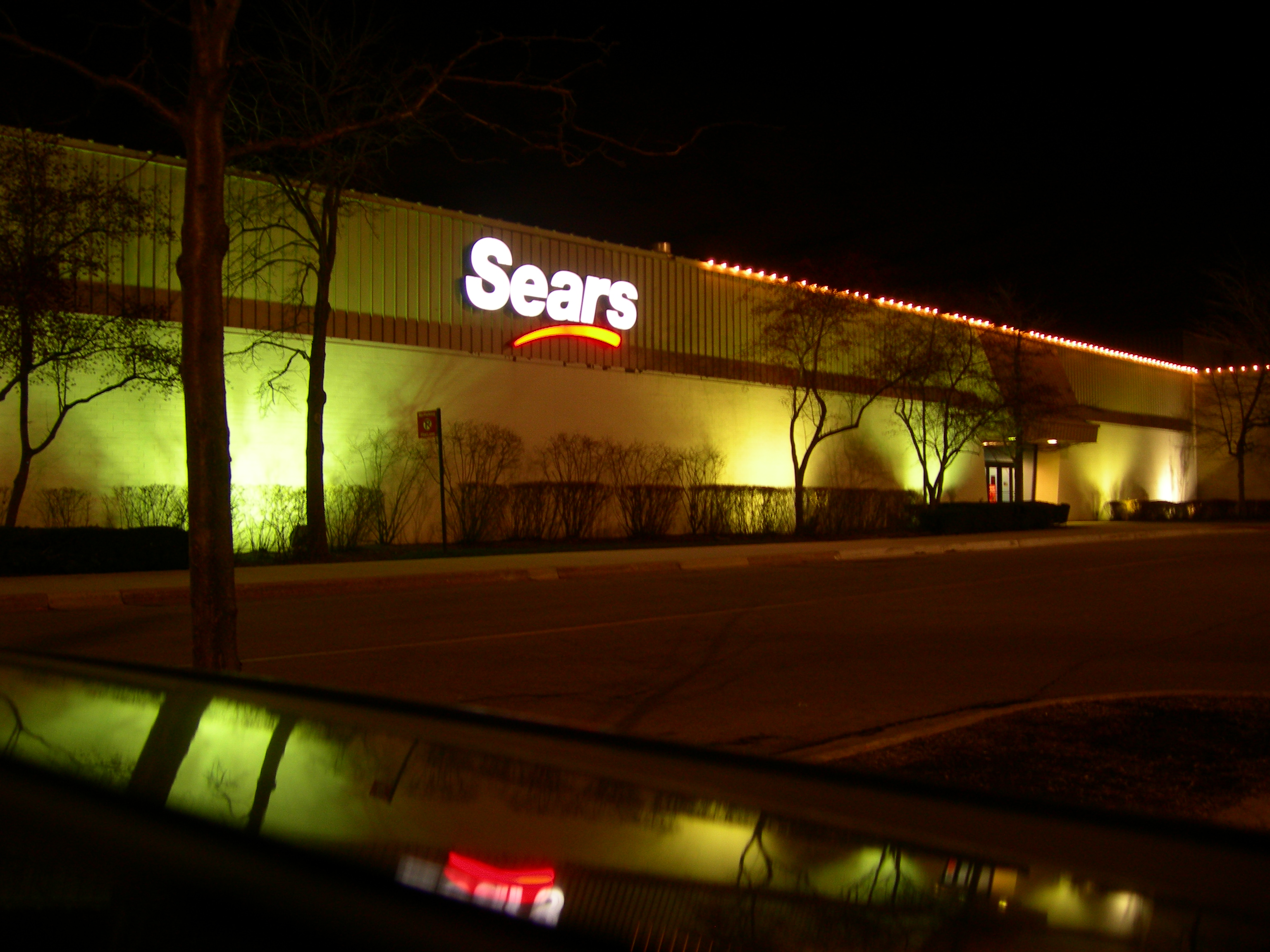
أولد سيرز مع لافتات أحدث في هاوثورن مول في عام 2006. تم إغلاق هذا الموقع في سبتمبر 2018.

## روابط خارجية
- الموقع الرسمي ،
- sears.com ، الموقع الرسمي لـ Sears
- kmart.com ، الموقع الرسمي لـ Kmart
- searshomeservices.com ، الموقع الرسمي لـ Sears Home Services
- searspartsdirect.com ، الموقع الرسمي لـ Sears PartsDirect
- سي إن إن المال مقال يعلن اندماج Kmart-Sears